# Jan Kubelík
Jan Evangelista Kubelík (5. července 1880 Michle – 5. prosince 1940 Praha-Podolí) byl český houslista a hudební skladatel.

## Život
Kubelík se narodil v Michli jako syn krejčího Josefa Matěje Kubelíka. Na konzervatoř byl přijat ve dvanácti letech Otakarem Ševčíkem dříve, než to dovoloval řád školy. Jeho profesor na něm aplikoval svou novou metodu a během šesti let se z něho stal dokonalý umělec. Při absolventském koncertě v roce 1898 v Praze vyvolala úžas jeho interpretace Paganiniho houslového koncertu D dur. Po koncertech ve Vídni o něm hudební kritikové psali, že by ho ve středověku „upálili jako čaroděje“.

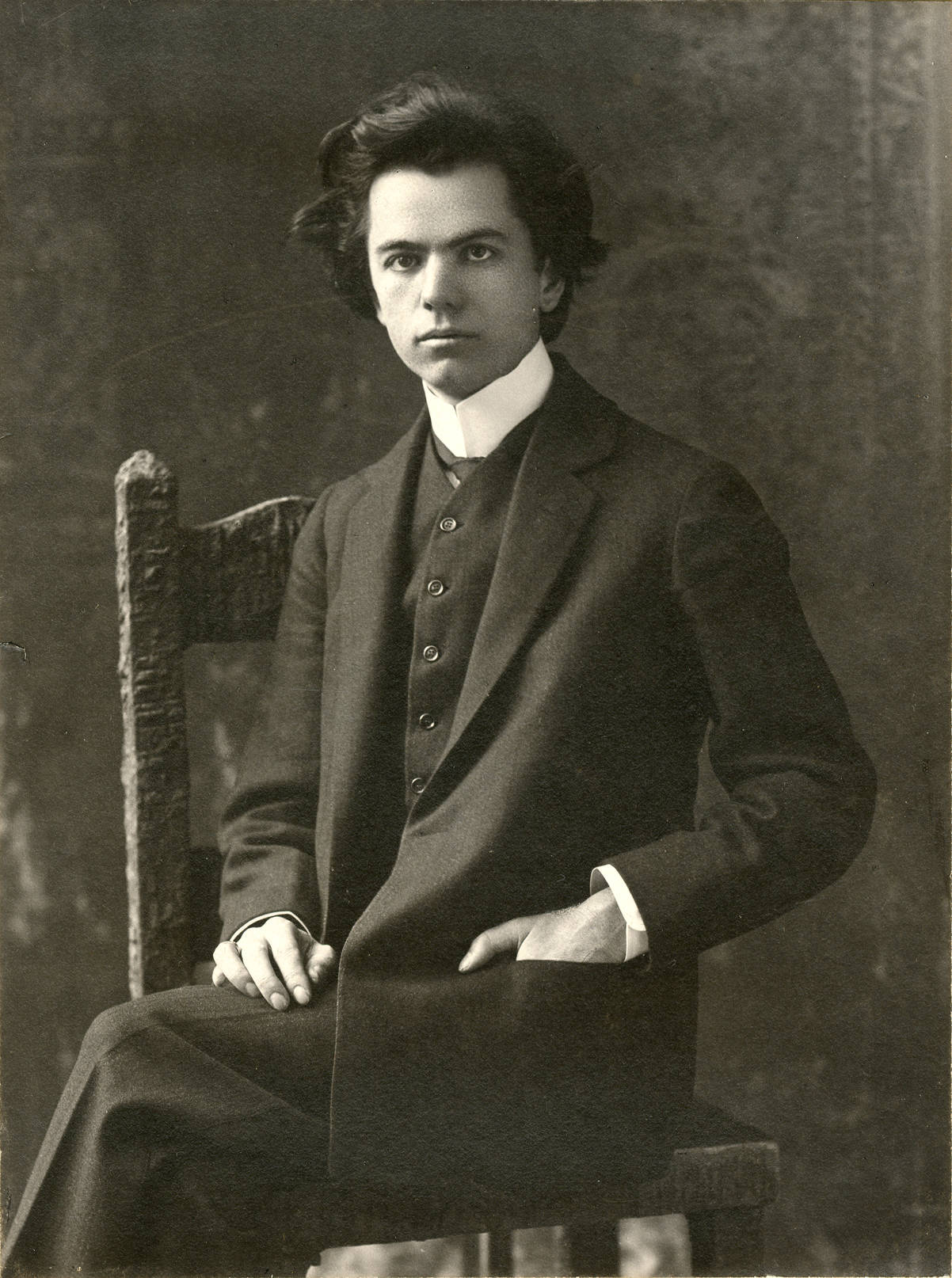
Jan Kubelík, foto z roku 1906

Ve svých dvaadvaceti letech byl považován za schopnějšího houslistu než jeho kolegové, jako např. Fritz Kreisler, Pablo de Sarasate, Jenö Hubay, August Wilhelmj, Joseph Joachim i František Ondříček. Vládl brilantní technikou, vzdušnosti a lehkosti výrazu dosahoval vahou silně napjatého smyčce. Hrál na světově proslulé Stradivariho housle „Emperor“ z roku 1715.
V roce 1901 se vydal do USA, kde absolvoval 78 koncertů za klavírního doprovodu světoznámého operetního skladatele českého původu Rudolfa Frimla. Jeho vánoční koncert na náměstí v San Franciscu poslouchalo 100 tisíc posluchačů. Z honorářů si koupil roku 1904 zámek Býchory u Kolína, kde žil do roku 1916 se svou manželkou, hraběnkou Marianne Czáky-Széllovou. Měli spolu osm dětí. Ameriku navštívil Kubelík desetkrát. Skvělých úspěchů však dosáhl i v Argentině, Uruguayi, Chile a Brazílii. Hrál několikrát i v Austrálii, na Novém Zélandu absolvoval 40 koncertů, koncertoval v Turecku, Palestině, Indii, Číně, Japonsku, na Filipínách, Cejlonu (Srí Lance), hrál ve všech státech severní Afriky atd. Později, v roce 1928, jako první český umělec vůbec, koncertoval i v sovětském Rusku.
Své další nové sídlo si Kubelík zařídil na zámku Orlové na Slovensku; posléze koupil vilu v jugoslávské (chorvatské) Opatiji blízko Jaderského moře, kam se rád vracel z koncertních cest. Zakoupením nové rezidence, vodního hradu Rotenturm v Burgenlandu v roce 1930, přišel o veškerý majetek. Znovu bojoval o přízeň světa, ale doba romantického uctívání virtuosů už byla pryč.
Domů se vrátil natrvalo v roce 1938. Za okupace připravil s Českou filharmonií deset koncertů s padesáti díly světové literatury, které hrál zpaměti na důkaz svého nestárnoucího umění. Dne 11. května 1940 měl koncert v sále sokolovny v Neveklově, v milovaném kraji svých předků. Bylo to jeho poslední veřejné vystoupení. Zemřel v Praze na rakovinu, kterou operace již neodstranila. Místem jeho posledního odpočinku se stal Slavín na Vyšehradském hřbitově.
Celý život neúnavně propagoval českou hudbu a pomáhal českým umělcům – nejen vahou své autority, ale značné příjmy mu dovolovaly poskytovat i finanční podporu tělesům, jakým byla Česká filharmonie, kterou finančně podporoval zprvu jako veřejný, později jako skrytý mecenáš. V jejích začátcích ji vytáhl z krize tím, že ji na vlastní náklady zaměstnal jako doprovodný orchestr na svém anglickém turné, i když na to pak vydělával dva roky. Svým postojem i vynikajícím mistrovstvím se stal Kubelík vzorem dalším generacím českých hudebních umělců.

## Ocenění a pocty
V Británii ho přijala královna Viktorie, v Rumunsku dostal nejvyšší řád od královny Alžběty zu Wied, v Římě byl hostem královské rodiny a papež Lev XIII. mu propůjčil Řád svatého Řehoře Velikého. Londýnská Filharmonická společnost jej jmenovala čestným členem, rodiště Paganiniho Janov mu udělilo zlatou medaili. Dále mu byla udělena Zlatá medaile za zásluhy württemberského krále Viléma II., Srbský Řád svatého Sávy III. třídy krále Alexandra I., Francouzský Řád čestné legie V. stupně, či Řecký Řád Spasitele III. třídy. Podobných vyznamenání přijal mnoho. Řádným členem České akademie věd a umění byl zvolen 22. listopadu 1932.
Sochu Jana Kubelíka vytvořil v roce 1931 Karel Otáhal.

## Ohlasy
Ve dnech 6. 10. – 29. 11. 2015 uspořádala Společnost Jana Kubelíka ve spolupráci s Novoměstskou radnicí v Praze v budově Novoměstské radnice výstavu korespondence Jana Kubelíka z přelomu 19. a 20. století.

## Rodina

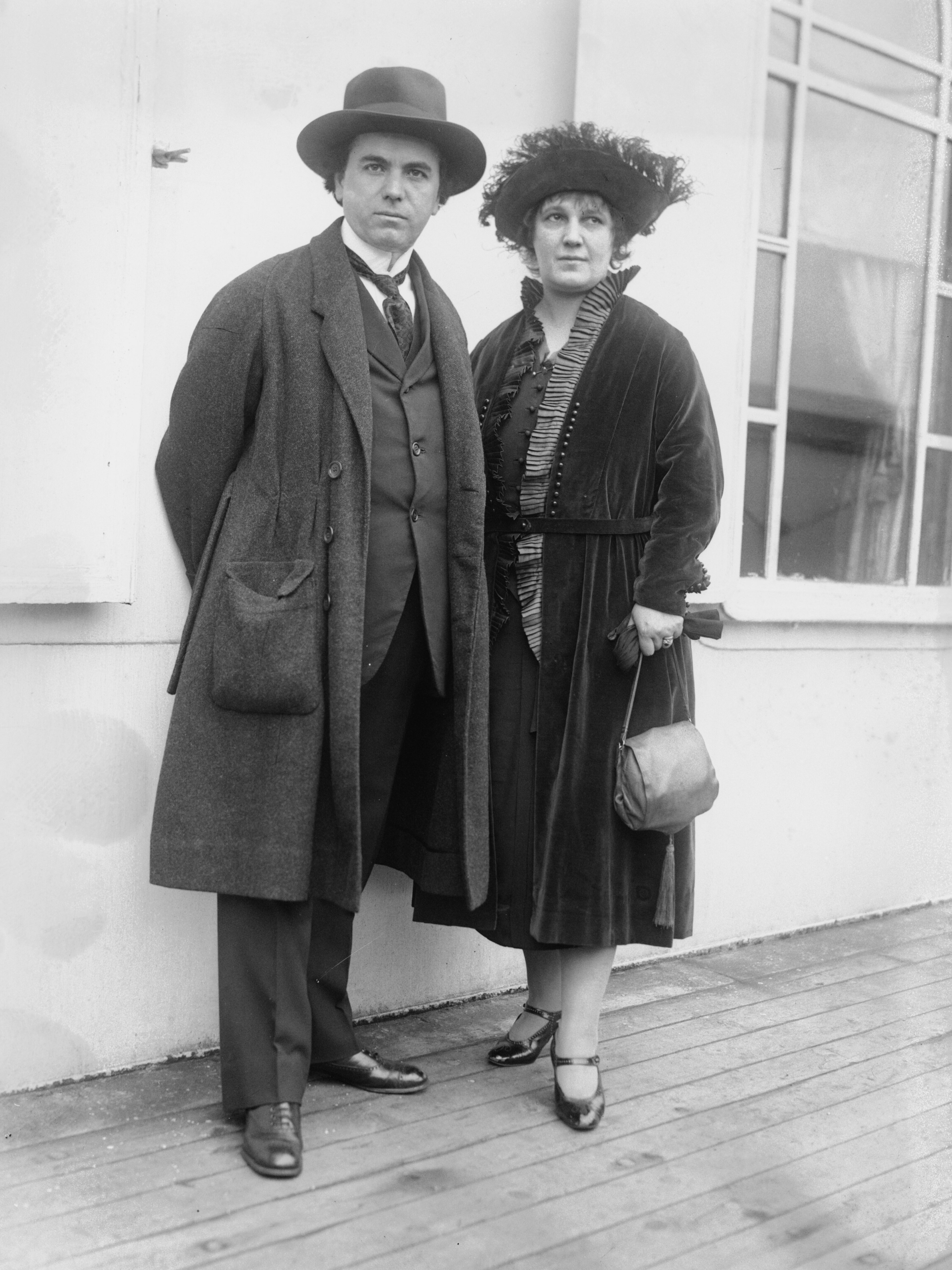
Manželé Kubelíkovi ve Spojených státech, cca 1920

Jan Kubelík měl touhu mít syna – houslistu. Rafael Jeroným Kubelík – první Janův syn, který se narodil po šesti dcerách. Na konzervatoři vynikal ve všech svých studijních oborech – housle, klavír, kompozice a dirigování a mezi těmito obory skončily housle v pozadí. Rafael byl velký dříč a v tom byl kořen jeho úspěchu. Nakonec se dal na dráhu dirigenta, ve které nadmíru uspěl. Jako syna slavného otce a mecenáše České filharmonie si ho filharmonie vybrala za dirigenta a vychovala si ho. Houslistickou tradici Jana Kubelíka v rodině nesla prvorozená dvojčata Anna – Anita Kubelíková a Marie – Mary Kubelíková. Mary vykonávala dlouho dobu zaměstnání koncertního mistra v orchestru Podkrušnohorského divadla, zatím co Anita koncertovala jak samostatně, tak s otcem v Evropě i Americe a nahrávala i v rozhlase Československém a maďarském.
Další dcery byly Johana, akademická malířka Clara a Taťana, z dcer tři žily v Čechách. Anita Kubelíková v temném suterénním bytě v Praze na Vinohradech, v Blanické ulici, kde sídlilo též divadlo Spejbla a Hurvínka; Mary Kubelíková v Teplicích, Taťána v Košicích a Ostravě. Houslista René Kubelík je Janův pravnuk.

## Dílo
Stylově vyrůstají jeho skladby z tradičního romantického a postromantického zázemí. V popředí stojí 6 houslových koncertů z let 1916 až 1924. Kompozičně nejzávažnějším dílem je Symfonie a moll komponovaná roku 1937 za pobytu ve Spojených státech.
Kromě toho zkomponoval mnoho drobných skladeb (Tanec oktáv , Burleska, Nokturno, Pierrette, Tenerezza, Stará píseň aj.), v nichž často uplatnil virtuózní prvky. K mnoha koncertům velkých mistrů si vytvořil vlastní kadence. Některé úpravy skladeb jiných autorů – Fibichova Poemu, Dvořákovy Humoresky – zpopulárněly.